# Covent Garden (stanice metra v Londýně)
Covent Garden je stanice metra v Londýně, provozovaná od 15. prosince 1906, slavnostně otevřená 11. dubna 1907. Navrhl ji Leslie Green. Stanice je pojmenována po stejnojmenné obchodní ulici. Stanice má 4 výtahy. K evakuaci slouží točité schodiště o 193 schodech. Autobusové spojení zajišťuje linka RV1. Stanice se nachází v přepravní zóně 1 a leží na lince:
- Piccadilly Line mezi stanicemi Leicester Square a Holborn.

| Rok  | Počet cestujících |
| ---- | ----------------- |
| 2011 | 20,28 mil         |
| 2012 | 21,29 mil         |
| 2013 | 21,17 mil         |
| 2014 | 15,38 mil         |